# Quilliene
La Quilliene ou Kilienne est une rivière du nord de la France dans les départements du Pas-de-Calais et de la Somme, en région Hauts-de-France, affluent droit de l'Authie.

## Géographie
La Quilliene prend sa source sur le territoire de la commune de Warlincourt-lès-Pas dans le Pas-de-Calais, au lieu-dit Bosquet Herbet et au nord des Grands Fossés, à 155 mètres d'altitude.
Elle adopte une direction nord-est/sud-ouest, semblable à celle de sa voisine aval, la Grouche, arrose Pas-en-Artois avant de rejoindre l'Authie à Thièvres en rive droite, dans le département de la Somme, après un cours long de 11,7 km qui en fait le premier tributaire important de l'Authie. La rivière a également développé une petite vallée asymétrique (qui présente un caractère bocager) présentant des vallons courts et pentus en rive gauche.

### Communes et cantons traversés

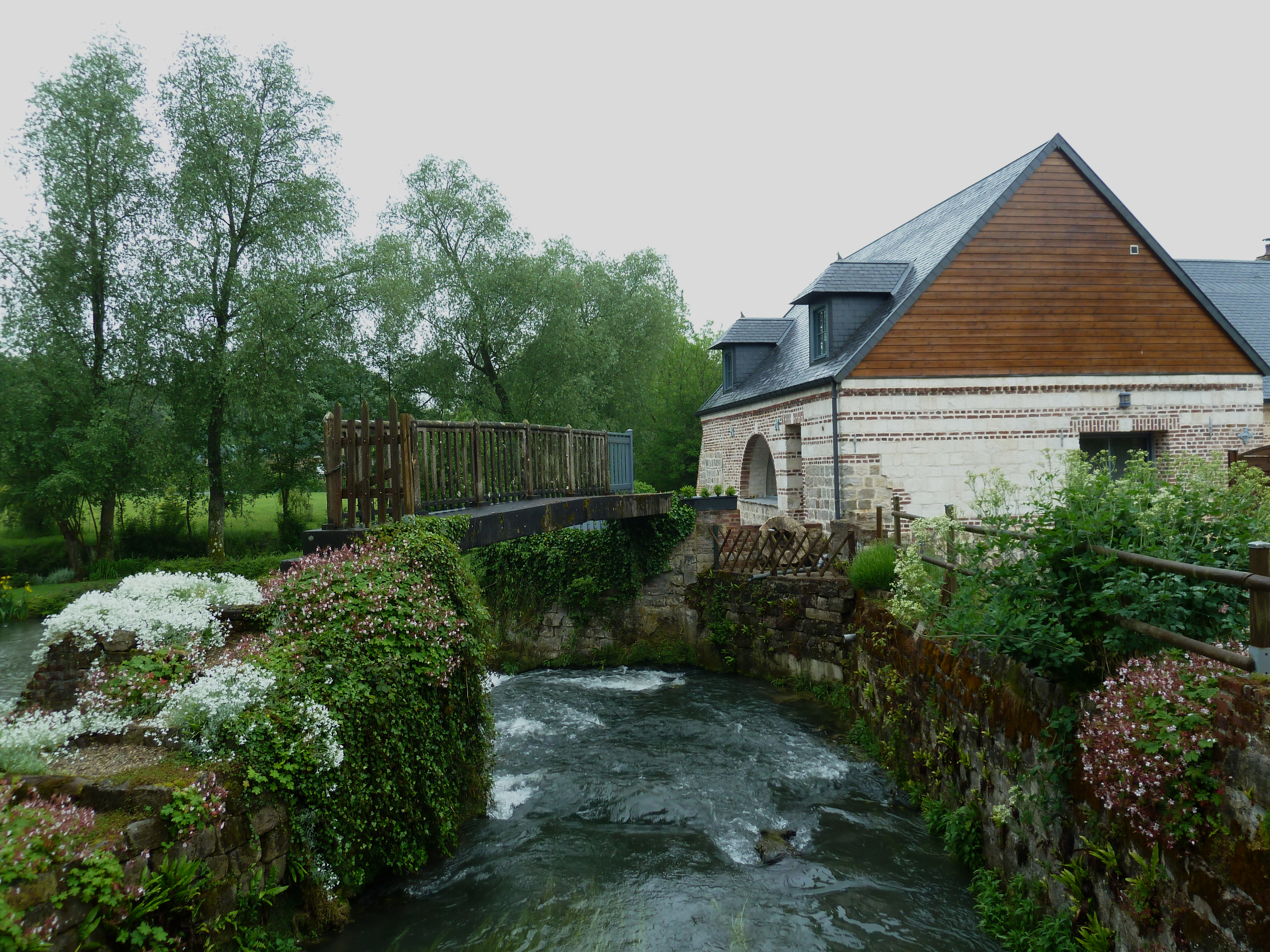
Au confluent de l'Authie et de la Quilliene à Thièvres.

La Quillienne traverse les sept communes suivantes : Warlincourt-lès-Pas (canton d'Avesnes-le-Comte), Gaudiempré, Warlincourt-lès-Pas, Grincourt-lès-Pas, Pas-en-Artois, Famechon (Canton de Pas-en-Artois) et Thièvres (canton d'Albert), dans l'arrondissement d'Arras et l'arrondissement d'Amiens. À l'exception de cette dernière localité, toutes les autres sont situées dans le Pas-de-Calais ; Thièvres correspond au nom de deux communes jumelles, l'une dans le département déjà cité, l'autre dans la Somme.

### Bassin versant
La Quiliene traverse une seule zone hydrographique, celle de « l'Authie » (E550).

### Organisme gestionnaire
L'EPTB Authie a la responsabilité de gestion de l'Authie et de ses affluents, depuis juillet 2006.

## Affluent
A Pas-en-Artois, la Quilliene reçoit l'apport d'un affluent le ruisseau de Beaucamp (rg), long de 5,1 km. Celui-ci traverse quatre communes toutes dans le Pas-de-Calais, soit de l'amont vers l'aval, Saint-Amand (source), Gaudiempré, Hénu, Pas-en-Artois (confluence).

### Rang de Strahler
Donc le rang de Strahler est de deux.

## Hydrologie
Son régime hydrologique est dit pluvial océanique.

## Aménagements et écologie
La source de la Kilienne est connue depuis 1 000 ans.

### Pêche et AAPPMA
L'association agréée de pêche et de protection des milieux aquatiques (AAPPMA) de Thièvres s'appelle les Francs pêcheurs, celle de Famechon, la société de Pêche, et celle de Pas-en-Artois, la truite de Pas.